# Steve Alford
Stephen Todd Alford, detto Steve (Franklin, 23 novembre 1964), è un ex cestista e allenatore di pallacanestro statunitense, professionista nella NBA.

## Carriera
È stato selezionato dai Dallas Mavericks al secondo giro del Draft NBA 1987 (26ª scelta assoluta).
Con gli Stati Uniti ha disputato i Giochi olimpici di Los Angeles 1984.

## Palmarès

### Giocatore
- Campione NCAA (1987)